# Rogadius
Rogadius là một chi cá trong họ cá chai Platycephalidae thuộc bộ cá mù lằn Scorpaeniformes, các loài trong chi là loài bản địa của Ấn Độ Dương và Tây Thái Bình Dương.

## Cá loài
Hiện hành có 7 loài được ghi nhận trong chi này:
- Rogadius asper (G. Cuvier, 1829) (Olive-tailed flathead)
- Rogadius fehlmanni L. W. Knapp, 2012[2]
- Rogadius mcgroutheri Imamura, 2007 (McGrouther's flathead)
- Rogadius patriciae L. W. Knapp, 1987 (Black-banded flathead)
- Rogadius pristiger (G. Cuvier, 1829) (Thorny flathead)
- Rogadius serratus (G. Cuvier, 1829) (Serrated flathead)
- Rogadius welanderi (L. P. Schultz, 1966) (Welander's flathead)